# Cymatiella eburnea
Cymatiella eburnea is een slakkensoort uit de familie van de Cymatiidae. De wetenschappelijke naam van de soort is voor het eerst geldig gepubliceerd in 1844 door Reeve.